# 엘렌 도를레앙
엘렌 루이즈 앙리에트 도를레앙(프랑스어: Hélène Louise Henriette d'Orléans, 1871년 6월 13일 ~ 1951년 1월 21일)은 이탈리아의 프랑스계 왕족이다.

## 생애
1871년 6월 13일 필리프 드 파리 백작과 마리이자벨 도를레앙의 차녀로 태어났다. 영국의 앨버트 왕자와의 혼담이 왔으나 아버지 필리프 드 파리 백작과 교황 레오 13세의 반대로 무산되었다. 앨버트 왕자는 테크의 메리와 약혼하고 폐렴으로 사망할 때까지 엘렌을 끝까지 잊지 못했다.
1895년 6월 25일에는 비토리오 에마누엘레 2세의 손자이자 아마데오 1세의 장남인 에마누엘레 필리베르토 디 사보이아아오스타 공작과 결혼하였다. 1931년 7월 4일 남편인 에마누엘레 필리베르토와 사별하고 남편의 고국인 이탈리아에 체류했다. 1951년 1월 21일 이탈리아 카스텔람마레디스타비아에서 79세의 나이로 사망했다.

## 자녀
| 사진 | 이름                              | 생일             | 사망                   | 기타                                  |
| ---- | --------------------------------- | ---------------- | ---------------------- | ------------------------------------- |
|      | 아메데오 디 사보이아아오스타 공작 | 1898년 10월 21일 | 1942년 3월 3일 (43세)  | 안 도를레앙과 결혼, 슬하 2녀          |
|      | 아이모네 디 사보이아아오스타 공작 | 1900년 3월 9일   | 1948년 1월 29일 (47세) | 그리스의 이리니 공주와 결혼, 슬하 1남 |